# موزه گوگنهایم نیویورک

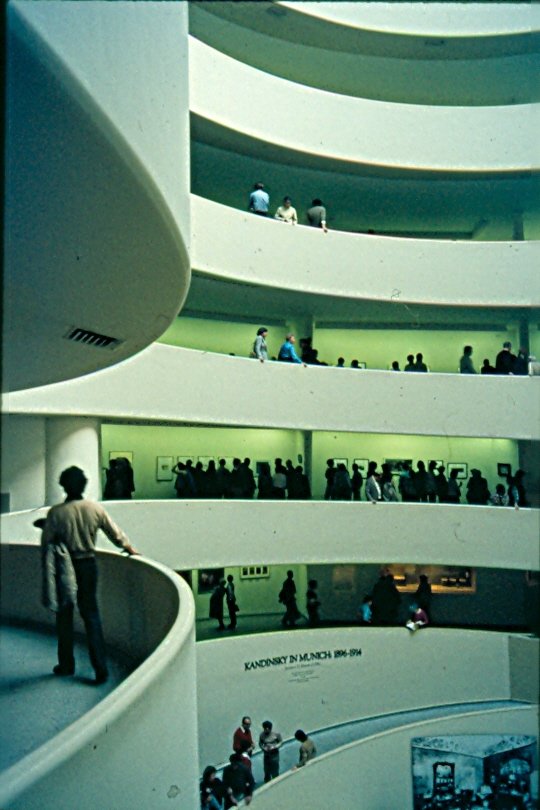

موزه سالومون رابرت گوگنهایم نیویورک از موزه‌های مشهور شهر نیویورک است. موزه در منهتن در کرانه شمال شرقی مرکز شهر قرار دارد. این موزه که در ۱۹۳۷ میلادی افتتاح گردید توسط معمار بزرگ آمریکایی فرانک لوید رایت طراحی شده است. محاسبات فنی این بنا را ویلیام وسلی پیترز انجام داد.

## ایده
در سال ۱۹۴۳، فرانک لوید رایت مأمور طراحی ساختمانی برای موزه نقاشی غیر عینی شد که در سال ۱۹۳۹ توسط بنیاد سولومون آر. گوگنهایم تأسیس شده بود. طرح زیگورات معکوس رایت تا سال ۱۹۵۹ ساخته نشد. عوامل متعددی در این تأخیر ۱۶ ساله نقش داشتند: اصلاحات در طرح، خرید املاک اضافی و افزایش هزینه‌های مصالح ساختمانی پس از جنگ جهانی دوم. مرگ بانی موزه، سولومون آر. گوگنهایم، در سال ۱۹۴۹، پروژه را بیشتر به تأخیر انداخت. ساخت موزه که به یاد گوگنهایم تغییر نام داد، تا سال ۱۹۵۶ سرانجام آغاز نشد.
شاهکار رایت در ۲۱ اکتبر ۱۹۵۹، شش ماه پس از مرگش، به روی عموم گشوده شد و بلافاصله به عنوان یک نماد معماری شناخته شد. گوگنهایم مسلماً مهم‌ترین ساختمان اواخر دوران حرفه‌ای رایت است. معماری منحصر به فرد این فضا - با رامپ مارپیچی که به یک نورگیر گنبدی شکل می‌رسد - به عنوان یادبودی از مدرنیسم، همچنان بازدیدکنندگان را هیجان‌زده می‌کند و بستری بی‌نظیر برای ارائه هنر معاصر فراهم می‌کند. 
هنگامی که از لوید رایت پرسیده شد که چرا رامپ را جایگزین کف-طبقه‌های متداول در چندین تراز، کرده است، توضیح داد: «برای بازدیدکنندگان موزه، وارد شدن به ساختمانی که در آن به وسیله آسانسور به بالاترین نقطه رامپی برسند و به تدریج پیرامون فضایی باز و گسترده پایین بیایند، در حالیکه همواره از حق انتخاب تغییر تراز با آسانسور برخوردار بوده و در انتها، پس از بازدید نمایشگاه، خود را در طبقه همکف نزدیک خروجی بیابند بسیار جذاب تر و دلپذیرتر است». اگرچه در بسیاری از موزه‌های متداول، مسیرها و سیرکولاسیون عمومی در طول گالریها برای تماشای آن‌ها و برگشت به نقطه شروع و خروج از بنا تکرار می‌شوند.
سولومون رابرت گوگنهایم بنیان‌گذار مؤسسه گوگنهایم که مجذوب ایده رامپ مارپیچی شده بود تا زمان مرگش پیش از اتمام پروژه از آن حمایت کرد. از سال ۱۹۴۳ پس از جستجو در میان معماران اروپایی نظر لوکوربوزیه، والتر گروپیوس، ریچارد نویترا و… برای طراحی بنایی مناسب برای مجموعه ارزشمند جمع‌آوری شده توسط گوگنهایم، کار طراحی به این معمار آمریکایی واگذار گردید، تا سال ۱۹۵۶ پروژه با تاخیرات فراوان مواجه شد و سرانجام در سال ۱۹۵۹ شش ماه پس از مرگ رایت، موزه برای بازدید عموم افتتاح گردید.

## آخرین یادگار رایت
موزه گوگنهایم توسط انستیتو معماران آمریکا به‌عنوان یکی از هفده اثر این معمار که می‌بایست به‌جهت سهم ونقش آن‌ها در پیشبرد فرهنگ آمریکا حفاظت شوند، انتخاب شد. این موزه به‌عنوان آخرین یادگار از توانایی رایت در خلق کیفیات غیرمنتظره فرم و فضای معماری، دشوارترین کار در طول دوران فعالیت حرفه‌ای وی بود.

## تحلیل معماری

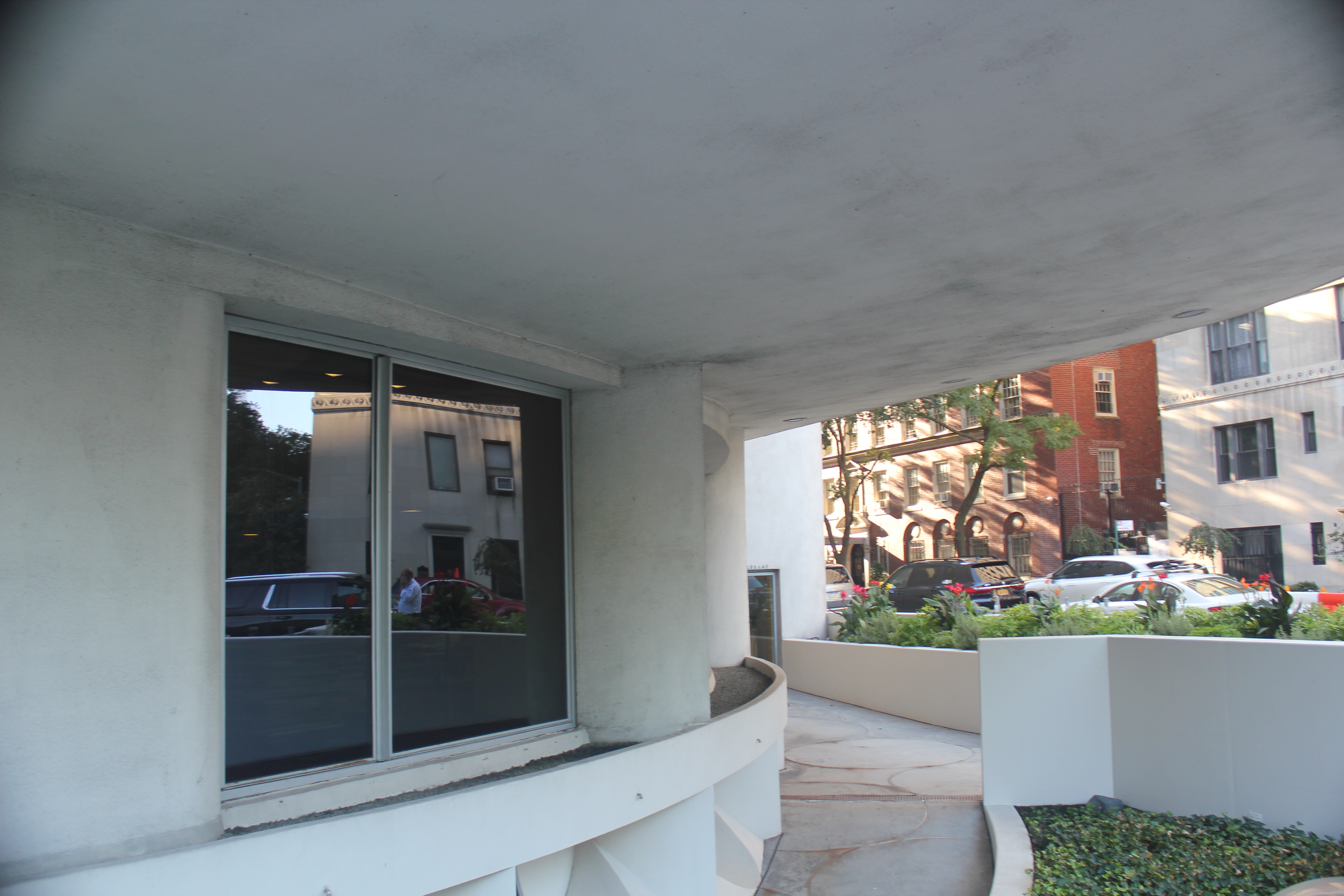
نمایی از موزه گوگنهایم، در منهتن، نیویورک. ثبت عکس سپتامبر، ۲۰۲۲.

در بیرون فرم تندیس گرا با ظاهری ساده و فاقد هر گونه تزیین بر روی سطوح، الگوی فضایی درون را مشخص می‌کند و چشم‌اندازی متفاوت در بین ساختمان‌های مکعب مستطیل شکل شهر نیویورک ایجاد می‌کرد. شاید بتوان گفت این نقطه شروع طراحی موزه‌ها با حجم‌ها تندیس گرا بود که دیگر نه‌تنها آثار هنری بلکه ساختمان موزه نیز به جاذبه‌ای برای بازدید تبدیل شد.
رایت نیاز به فضای نمایشگاهی زیاد در یک زمین محدود را با قرار دادن فضاها بر روی هم در ارتفاع حل کرد و با پیوستگی فضایی ایجاد شده توسط رامپ-طبقه، دشواری بازدید از یک ساختمان طبقاتی مرتفع را جبران نمود؛ بنابراین موزه، متشکل از یک گالری اصلی است که پیوسته پیرامون فضای تهی با ارتفاع تقریبی ۲۵ متر و سقفی گنبدی شکل به‌همراه نورگیر سقفی دوازده ضلعی تار عنکبوتی شکل در بالا، می‌پیچد. آتریوم مرکزی مخروطی شکل معکوس با نور طبیعی اشباع می‌شود.
بازشدن آن به‌سمت بالا حداقل سایه اندازی بر روی رامپ–طبقه را ایجاد می‌کند. این مارپیچ (spiral) بیان دیگری از معماری ارگانیک رایت می‌باشد. فرم اسپیرال مهیج تر از مثلث، شش ضلعی یا دایره که در بسیاری از کارهای اولیه رایت بکار گرفته شده بود چرا که اسپیرال باز شونده به‌سمت بالا نیروی جاذبه را به چالش می‌کشید.

## تغییرات
پس از مرگ رایت تغییرات زیادی در موزه ایجاد شد؛ در سال ۱۹۶۵ بخشی از فضای اداری و در سال ۱۹۶۹ تمامی آن به فضای نمایشگاهی پیوست و فضای آن در موزه به نمایش آثار هنری اختصاص پیدا کرد و در نهایت طی عملیات وسیعی در سال‌های ۱۹۹۰ تا ۱۹۹۲ کل ساختمان بازسازی و برج جدیدی که توسط چارلز گواتمی طراحی شده بود، درکنار آن ساخته شد. در این بازسازی برخی از تغییرات بنا نسبت به طرح اصلی رایت از جمله بسته شدن نورگیر سقفی آتریوم به طرح اصلی برگردانده شد.

## شعبات دیگر
گوگنهایم در بیلبائو، ونیز، ابوظبی، و برلین نیز شعبات دارد.

## در ادبیات
جلال آل احمد، نویسنده ایرانی، این موزه را این‌گونه توصیف می‌کند:
«موزه راحتی بود و دلباز و خسته نکننده و بوی-نا-نگرفته؛ و خلأ مدام دم دست و همه چیز به جای خود؛ و مارپیچ و دایره‌ای در بالا پهن و در پایین باریک شونده، عین دوکی، از راس پهن‌تر بر زمین و مضافاتش همه با هم جور؛ مثلاً آسانسورش به جای مربع یا مستطیل، نیمدایره بود و قوس مانند؛ و جمعاً خوب بود.»

## نگارخانه

### ساختمان موزه

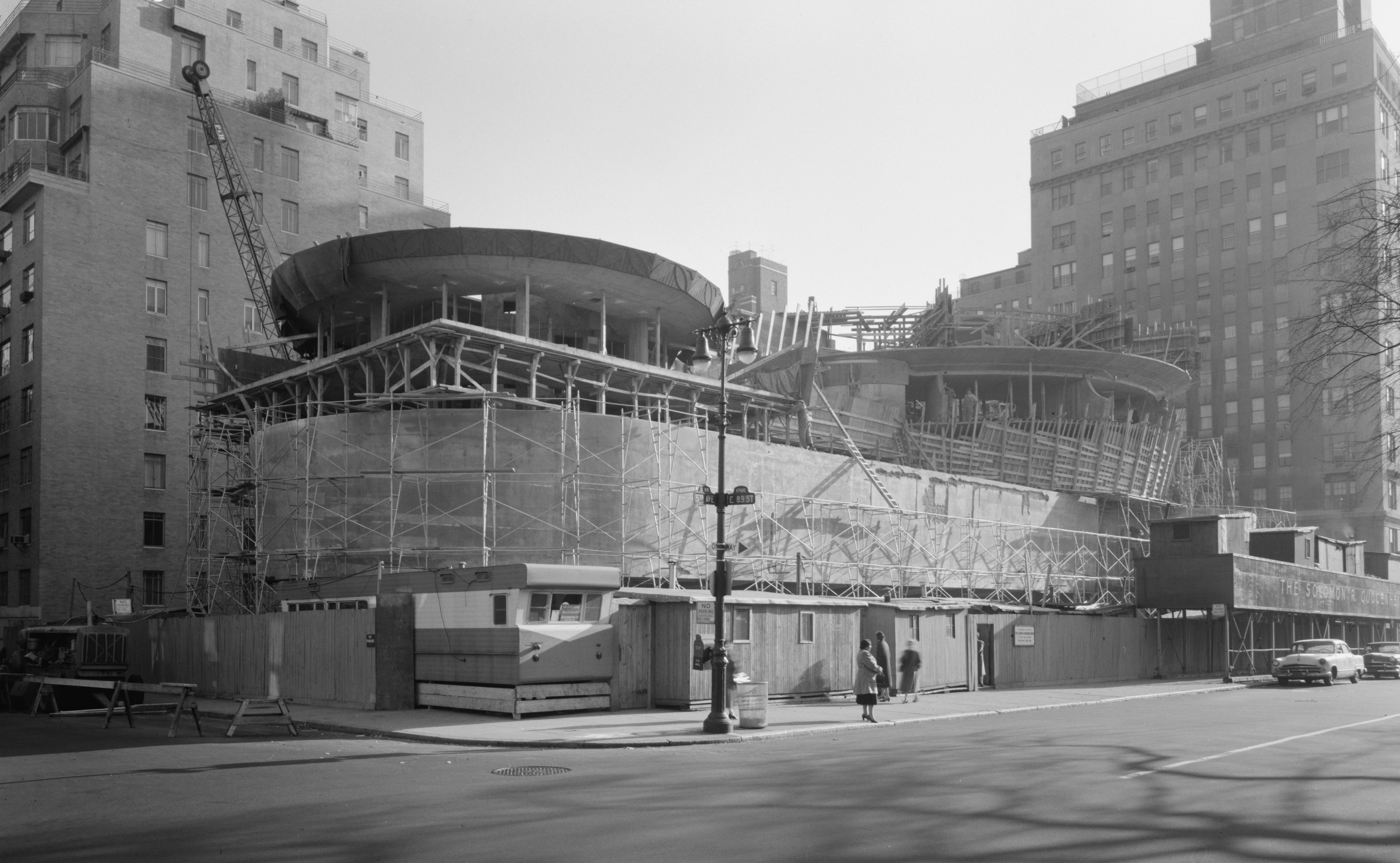
۱۹۵۷ در حال ساخت
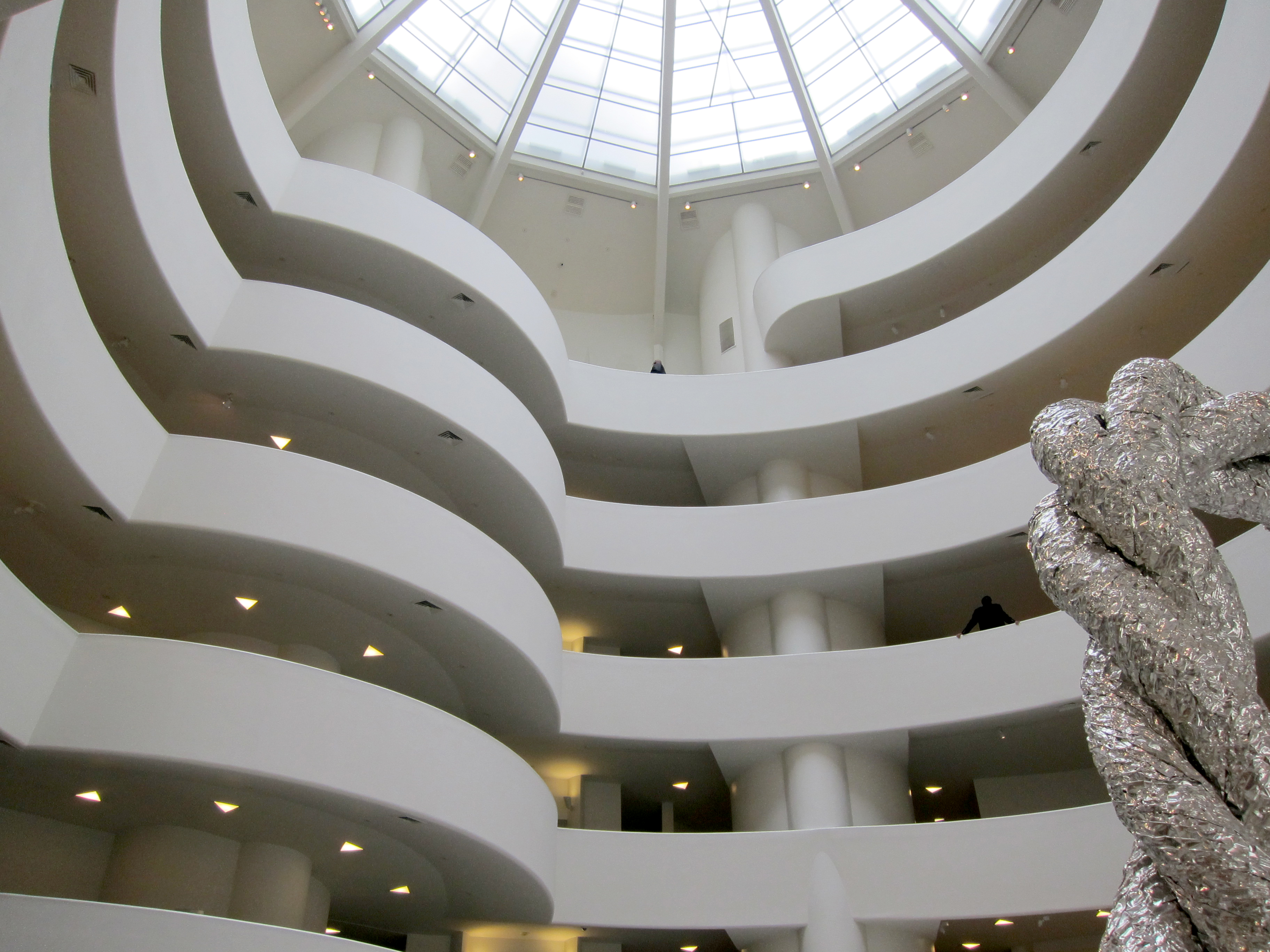
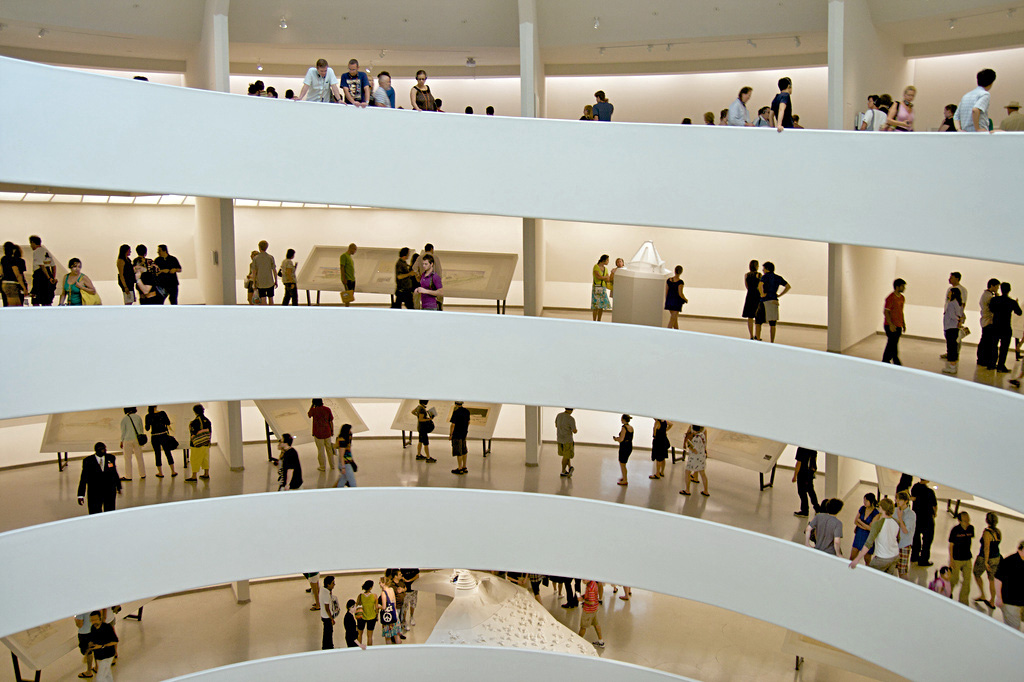
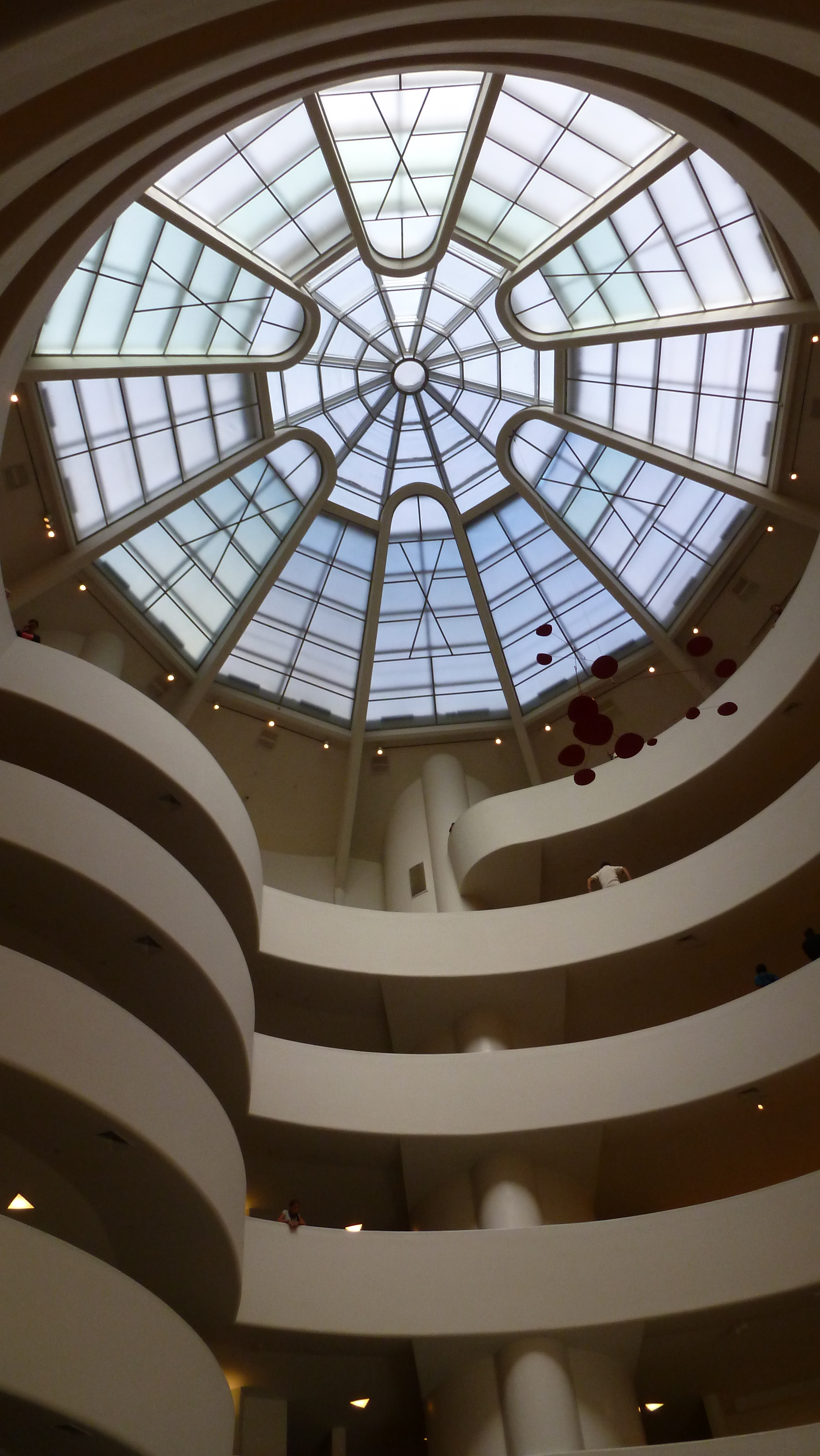
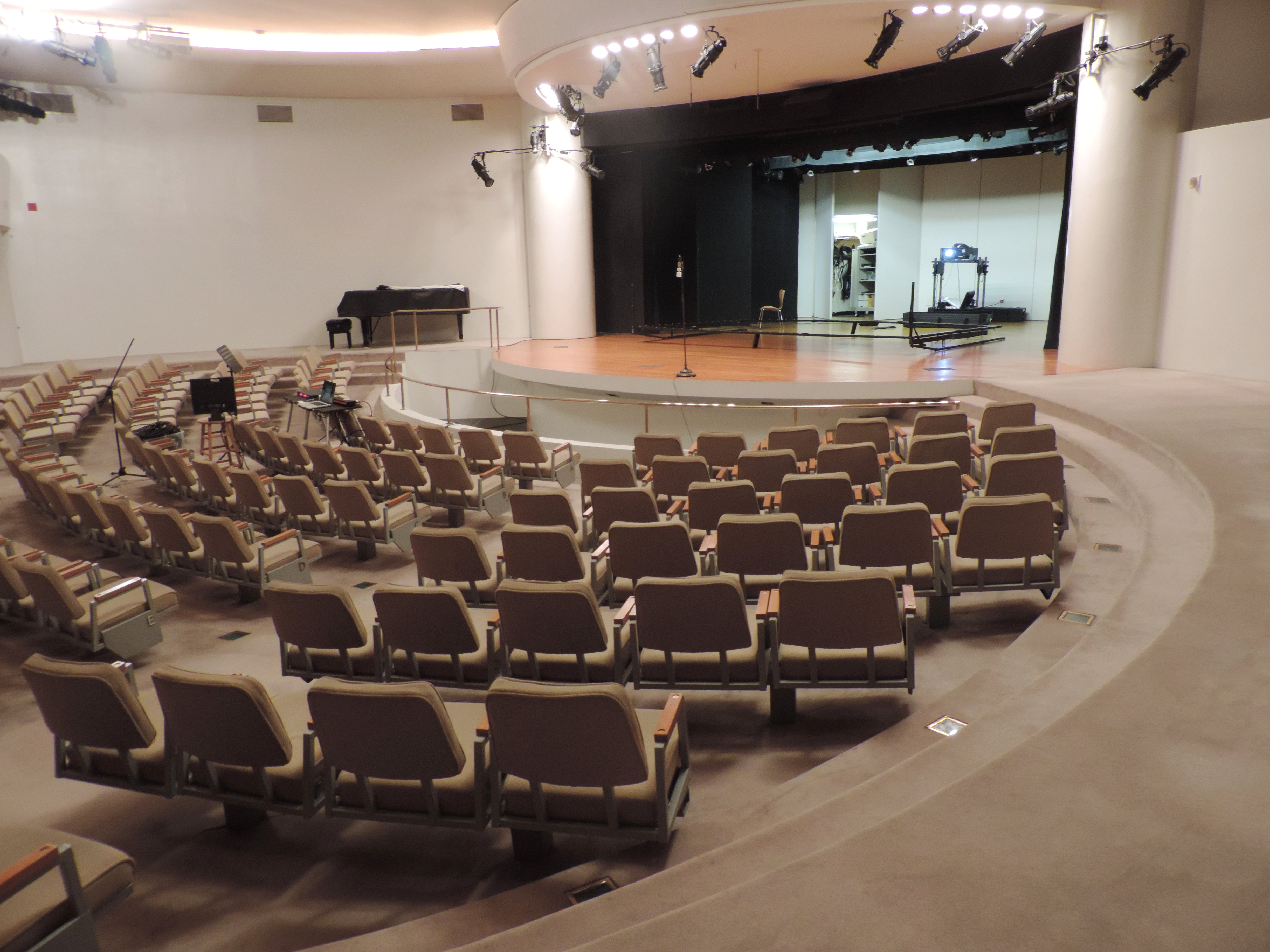

### آثار هنری موزه

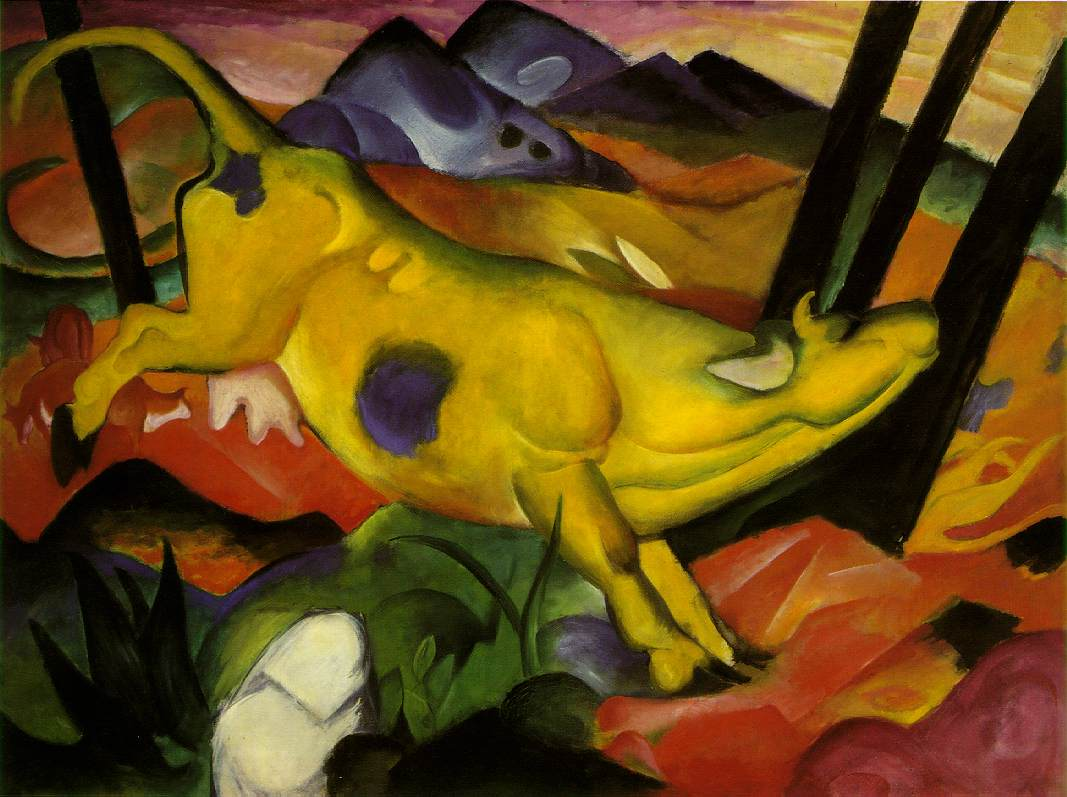
فرانتس مارک، 1911, The Yellow Cow, oil on canvas, 140.5 x 189.2 cm
ژان متزینگر، 1912, Femme à l'Éventail (Woman with a Fan), oil on canvas, 90.7 x 64.2 cm
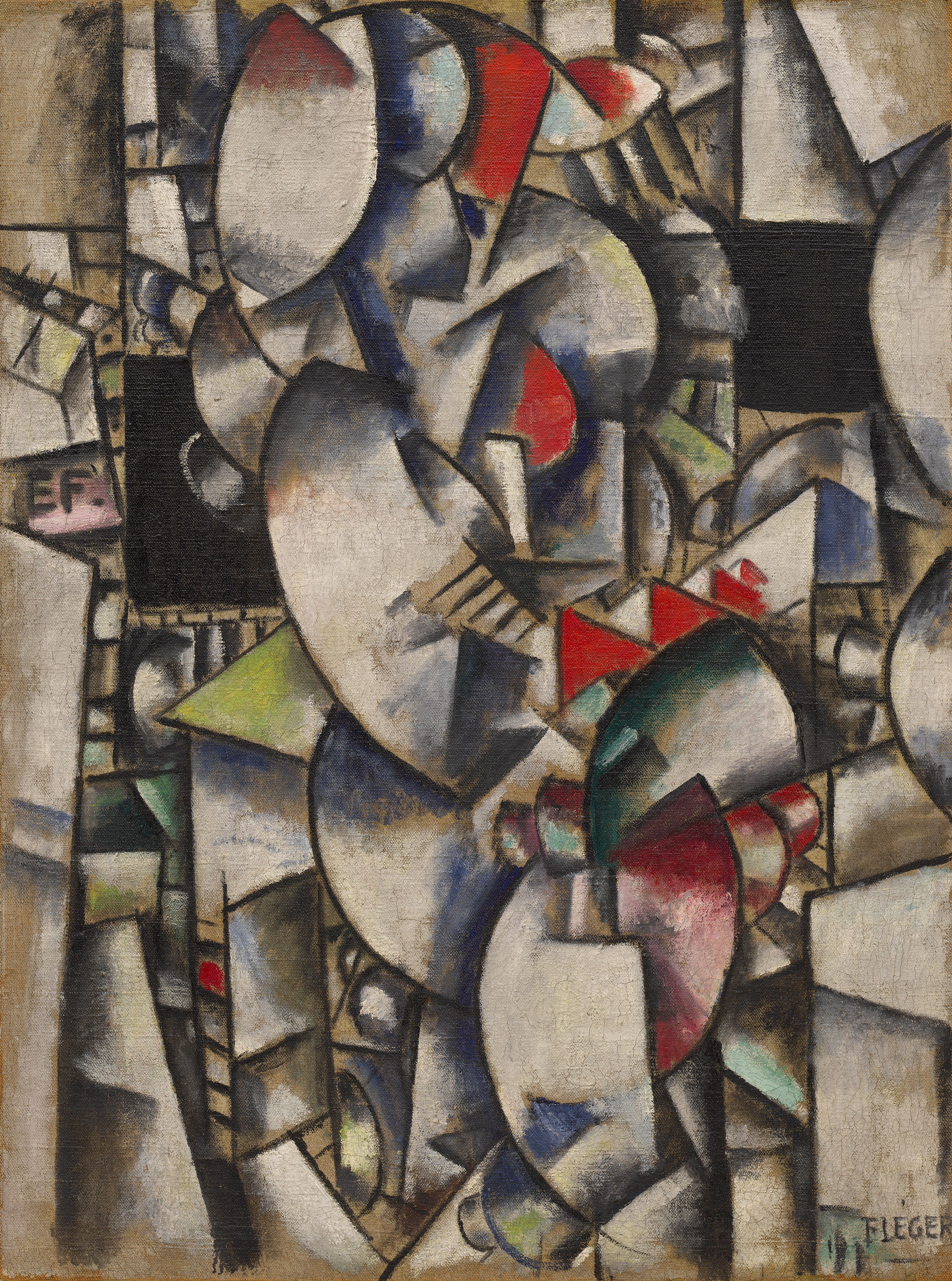
فرنان لژه، 1912–13, Nude Model in the Studio (Le modèle nu dans l'atelier), oil on burlap, 128.6 x 95.9 cm
الکساندر آرکیپنکو، 1913, Pierrot-carrousel, painted plaster, ۶۱ × ۴۸٫۶ × 34 cm. Reproduced in Archipenko-Album, ۱۹۲۱
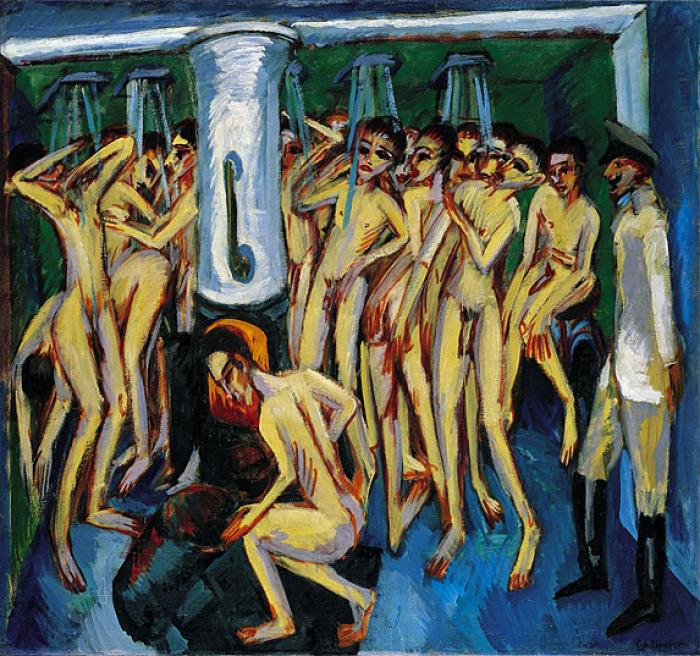
ارنست لودویگ کیرشنر، 1915, The soldier bath or Artillerymen, oil on canvas, ۱۴۰٫۳ × 151.8 cm
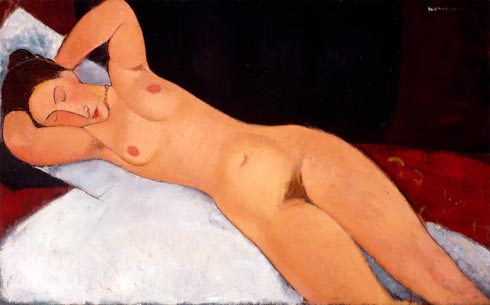
آمادئو مودیلیانی، 1917, Nude (Nu), oil on canvas, ۷۳ × 116.7 cm
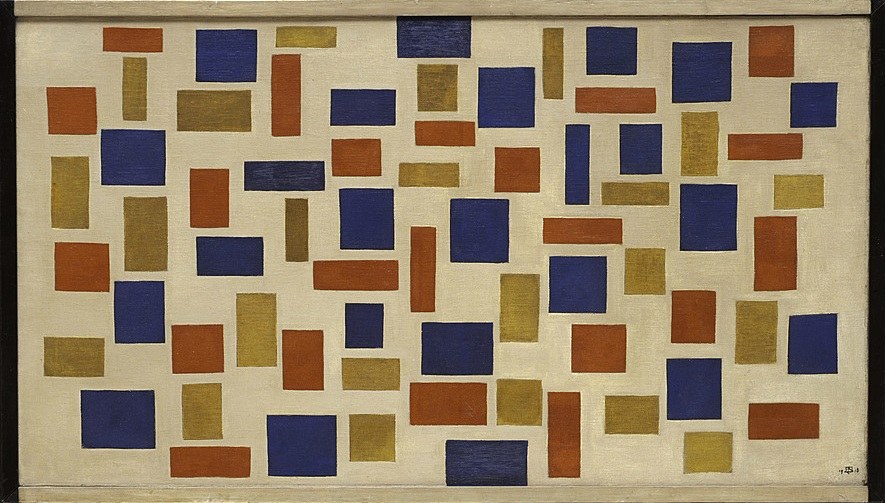
تئو وان دوسبرگ، 1918, Composition XI, oil on canvas, 57 x 101 cm
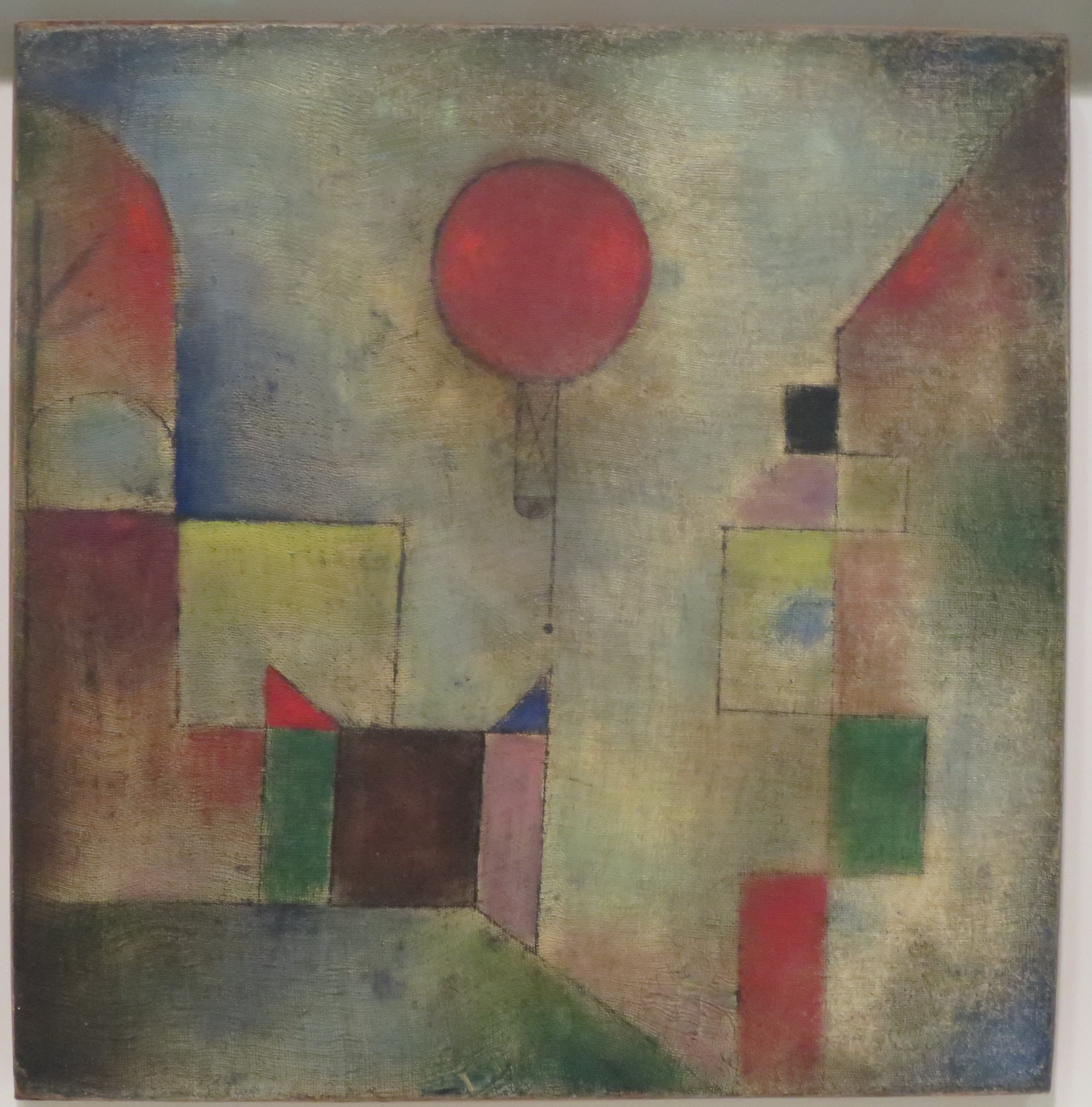
پاول کله، 1922, Red Balloon (Roter Ballon) oil (and oil transfer drawing?) on chalk-primed gauze, mounted on board, ۳۱٫۷ × 31.1 cm

## جستارهای مرتبط
- مرکز هنرهای نمایشی لینکلن